# Weibin (Baoji)
Der Stadtbezirk Weibin (渭濱區 / 渭滨区,  Wèibīn Qū) gehört zum Verwaltungsgebiet der bezirksfreien Stadt Baoji im Westen der chinesischen Provinz Shaanxi. Er hat eine Fläche von 842,7 Quadratkilometern und zählt 535.833 Einwohner (Stand: Zensus 2020).

## Administrative Gliederung
Auf Gemeindeebene setzt sich der Stadtbezirk aus fünf Straßenvierteln, fünf Großgemeinden und einer Gemeinde zusammen. 